# Pizzo Groppera
Der Pizzo Groppera ist ein 2948 m s.l.m. hoher Berg in der Provinz Sondrio in Italien. Er befindet sich zwischen den höheren Gipfeln Pizzo d’Emet (rätoromanisch Piz Timun) und Pizzo Stella auf der Wasserscheide zwischen der Nordsee und dem Mittelmeer beziehungsweise der Adria. Über den Gipfel verläuft die Gemeindegrenze zwischen Campodolcino und Madesimo. Das Valle di Lei an seiner Nordostflanke ist der einzige Teil des italienischen Staatsgebiets, der in die Nordsee entwässert.
Der Pizzo Groppera ist von Madesimo aus mit der Seilbahn La Funivia del Groppera erreichbar und hat touristische Bedeutung als Ski- und Snowboardgebiet. Besonders bekannt ist die steile und schwierige Canalone-Abfahrt.

## Sendeanlage
Der Berg erlangte 1979 politische Bedeutung, als eine Radiostation auf seinem Gipfel dem damaligen Piratensender Radio 24 als Sender diente und von Italien aus Zürich abdeckte. Die Standortwahl ergab sich aufgrund der in Bezug auf Radiosender liberalen italienischen Gesetzgebung, der Höhe des Berges und der relativen Nähe zur Stadt Zürich (125 km in Luftlinie).